# Борис Шереметјев
Борис Шереметјев (рус. Бори́с Петро́вич Шереме́тев; Москва, 25. април 1652 - Москва, 17. фебруар 1719) био је руски генералфелдмаршал.
Учествовао је у свим значајнијим биткама Северног рата (1700—1721) против Шведске, најпре као командант Летећег корпуса, а затим као командант руских трупа у Прибалтику и Естонији. У руско-турским рату, Шереметјев је 1711. године био главнокомандујући руских снага у руском походу против турске војске.